# Lac Kisale
Lac Kisale är en sjö i Kongo-Kinshasa. Den ligger i provinsen Haut-Lomami, i den sydöstra delen av landet, 1 300 km öster om huvudstaden Kinshasa. Arean är 300 kvadratkilometer. Den sträcker sig 26,8 kilometer i nord-sydlig riktning, och 26,7 kilometer i öst-västlig riktning. Floden Lualaba rinner genom sjön, och floden Lufira mynnar i den.